# Gran Madre di Dio

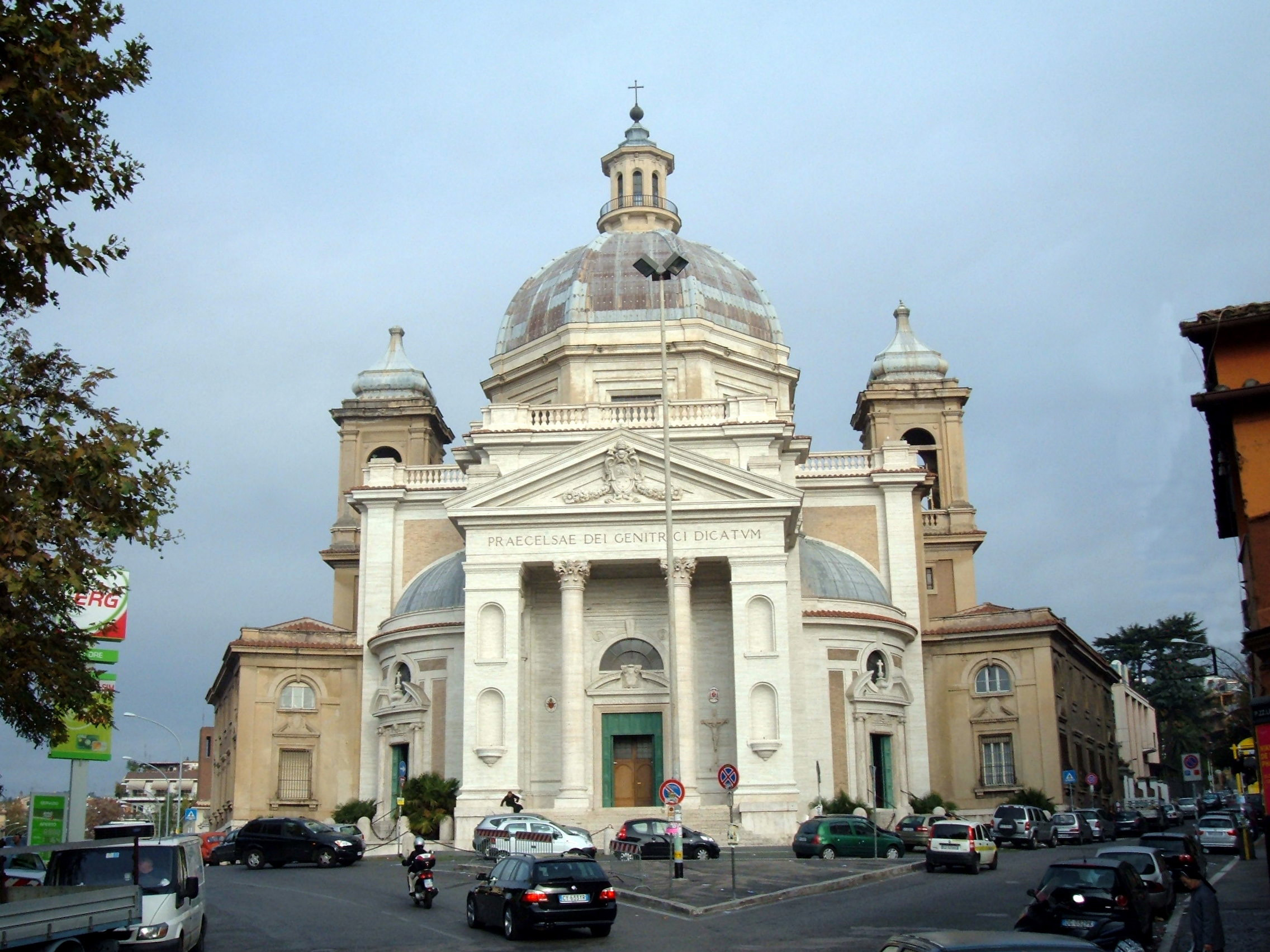
Vista da igreja.

Gran Madre di Dio é uma igreja titular localizada na Via Cassia, 1, no quartiere Della Vittoria de Roma, na margem direita do rio Tibre, perto da esquina com a Via Flaminia, onde fica a praça diante da Ponte Milvio. É dedicada a Nossa Senhora. O cardeal-presbítero protetor do título cardinalício de Grande Mãe de Deus é Angelo Bagnasco, arcebispo de Gênova.

## História
O templo monumental foi um desejo do Papa Pio XI em 1931 para celebrar os 1 500 anos do Concílio de Éfeso (431), importante por ter sancionado os dogmas da Teótoco ("Maria, Mãe de Deus") e da virgindade perpétua de Maria", ambos presentes na tradição patrística e na devoção popular desde a origem da Igreja.

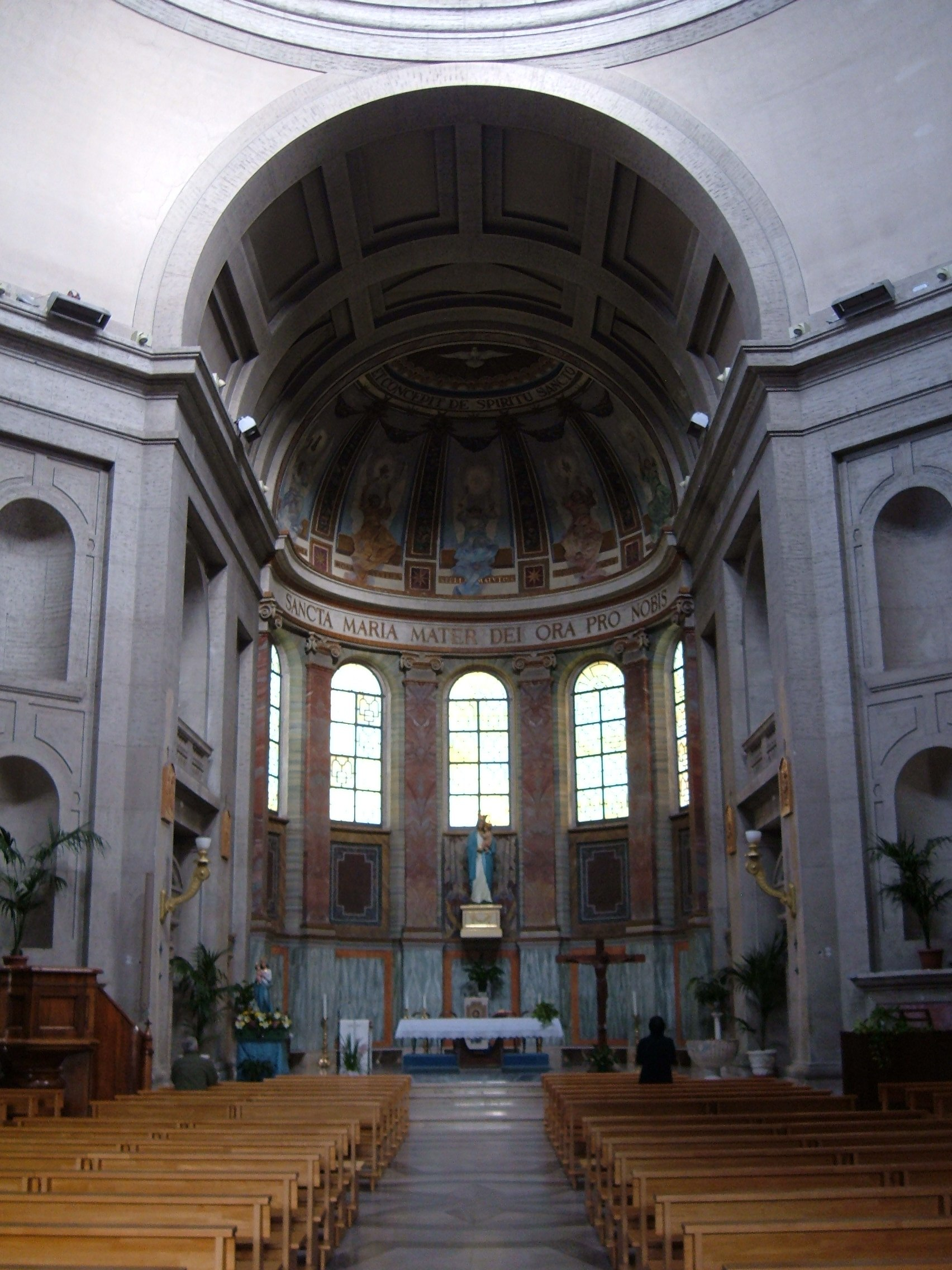
Vista do interior.

Ela foi construída entre 1931 e 1933 com base num projeto do arquiteto Cesare Bazzani. Obra foi realizada por Clemente Busiri Vici e a nova igreja foi consagrada em 29 de maio de 1937 pelo bispo Francesco Beretti. Ela é sede de uma paróquia homônima criada pelo próprio Pio XI em 1 de dezembro de 1933, ano do Jubileu extraordinário da Redenção, através da constituição apostólica "Quo perennius". O Papa Paulo VI a elevou, em 1965, a sede do título cardinalício de Grande Mãe de Deus.

## Descrição
Este imponente edifício neoclássico é uma das grandes igrejas modernas de Roma com grande cúpulas, como San Giovanni Bosco e Santi Pietro e Paolo.

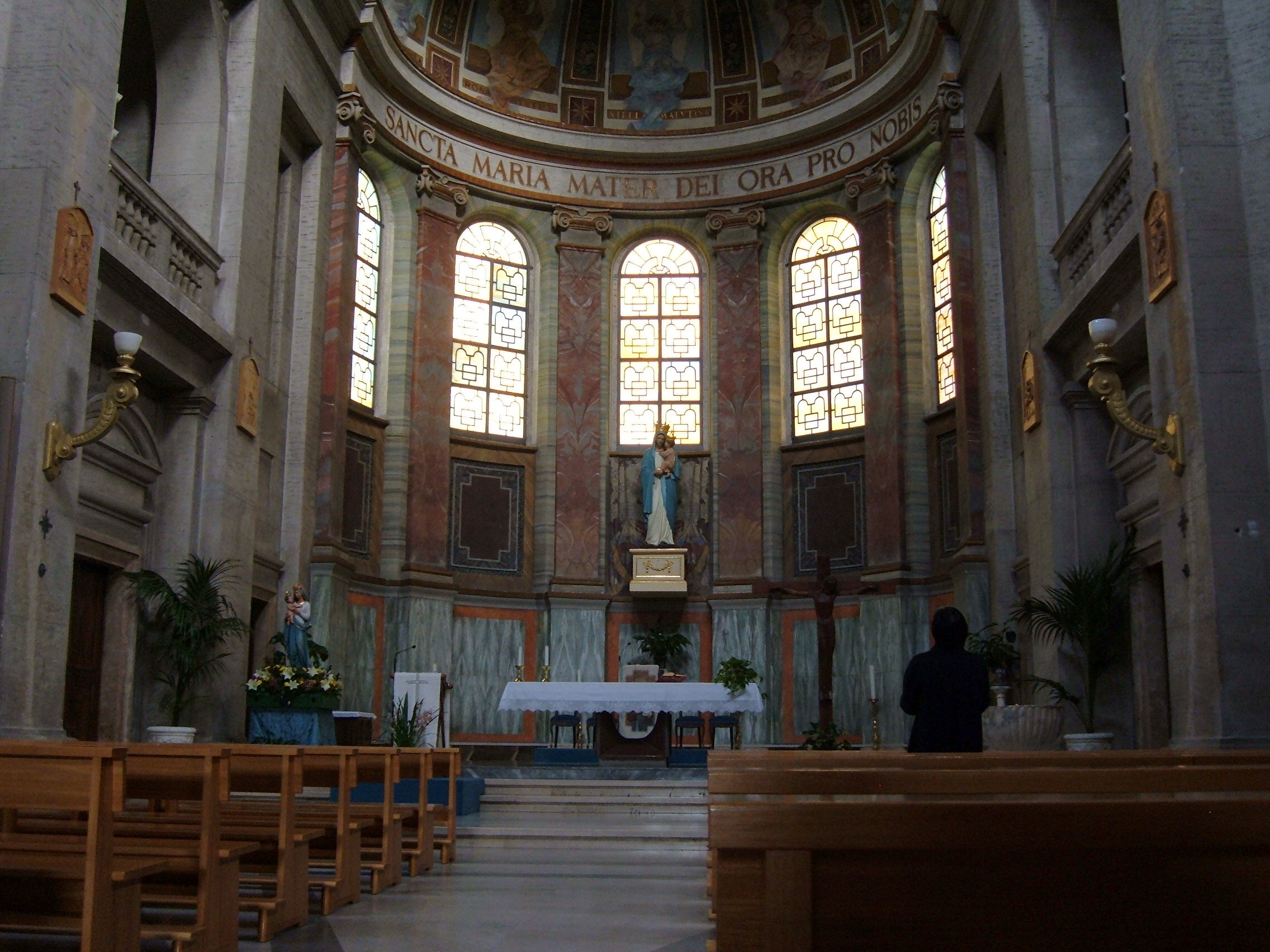
Vista do altar-mor e da abside.

O portal central é precedido por um pronau com um frontão triangular sustentado por duas colunas com capitéis coríntias e pilastras laterais. No interior do frontão está o brasão do Papa Pio XI e, no friso, a inscrição PRAECELSAE DEI GENITRICI DICATVM ("Dedicado à Grande Mãe de Deus"). Dos lados deste portal estão outras duas entradas laterais, que se abrem em duas estruturas curvilíneas, dos lados do pronau. Os topos dos dois pequenos campanários laterais flanqueiam a grande cúpula, apoiada sobre um tambor octogonal. Esta é encimada por uma lanterna octogonal. No tambor estão oito grandes janelas retangulares, uma em cada lado.
A igreja tem uma planta em cruz grega. Na abside semicircular se abrem cinco janelas de topo arqueado sobre as quais, no interior de uma cornija, está uma inscrição: SANCTA MARIA MATER DEI ORA PRO NOBIS ("Santa Maria, Mãe de Deus, Rogai por Nós). Na abside está um afresco do pintor Federico Morgante.